# Artifije
Artifije (perz. Ardifija ili Ardufija; „Orao“, elam. Irtapija ili Irtupija, grč. Artyphios, Arziphos ili Arzybios) je bio perzijski plemić i vojskovođa, sin Megabiza II. i Amitise (kći perzijskog vladara Kserksa). Glavni izvor o njegovom životu je grčki povjesničar Ktezije.
Artifije je pripadao jednoj od najuglednijih obitelji Perzijskog Carstva; potjecao je od Datuvahije odnosno Megabiza I., koji je bio jedan od šestorice urotnika koji su pomogli Dariju Velikom (522. – 486. pr. Kr.) da zasjedne na perzijsko prijestolje. Brak njegova oca Megabiza II. s princezom Amitis ojačao je njihove obiteljske veze s vladajućom ahemenidskom dinastijom. Nakon uspješnih pohoda protiv Babilonije, Grčke i Egipta, sirijski satrap Megabiz II. pobunio se protiv velikog kralja Artakserksa I. zbog nepoštivanja ugovora koji su dani egipatskim odnosno grčkim pobunjenicima, a u navedenom ustanku sudjelovali su i njegovi sinovi Zopir II. i Artifije. Godine 445. pr. Kr. Megabiz se pomirio s Artakserksom, dok sudbina njegovih sinova u narednim godinama nije poznata. Međutim, poznato je kako je Zopir II. 441. pr. Kr. prebjegao u Atenu odakle je pokušao zauzeti grad Kaunos u Kariji, no iduće godine pogiba u tom pohodu.
Godine 424. pr. Kr. vladar Artakserkso I. umire, nakon čega Perzijskim Carstvom na kratko vrijeme vladaju njegovi sinovi Kserkso II. i Sogdijan. Nakon ubojstva Sogdijana 423. pr. Kr. na prijestolje stupa treći sin Darije II. Artifije narednih godina daje potporu pobuni princa Arsita, no nakon nekoliko početnih uspjeha u dvjema bitkama izdaju ih grčki plaćenici iz Mileta zbog čega su prisiljeni na predaju, a potom pogubljeni. Artifijev sin Arima bio je jedan od visokih namjesnika u Liciji tijekom satrapske vladavine Kira Mlađeg (408. – 401. pr. Kr.), o čemu svjedoče dvojezični zapisi na aramejskom i grčkom jeziku.

## Poveznice
- Artakserkso I.
- Megabiz II.
- Darije II.
- Zopir II.
- Arima

## Vanjske poveznice
- Artifije 4. (Artyphius), enciklopedija Iranica, A. Sh. Shahbazi
- Ktezije: „Persica“, 40. Arhivirana inačica izvorne stranice od 11. siječnja 2012. (Wayback Machine) i 52.  Arhivirana inačica izvorne stranice od 16. listopada 2010. (Wayback Machine)